# Michelbeuern (stacja metra)
Michelbeuern – jedna ze stacji metra w Wiedniu na linii U6. Została otwarta 7 października 1989. 
Znajduje się w 9. dzielnicy Wiednia, Alsergrund. Nazwa stacji pochodzi od obszaru Michelbeuern i jest położona przy Allgemeines Krankenhaus der Stadt Wien (AKH).
Od roku 2025 będzie tu również przebiegać linia metra U5.